# Chāy Segherlū
Chāy Segherlū (persiska: چای سِقِرلو, چای سغرلو, Chāy Seqerlū) är en ort i Iran.   Den ligger i provinsen Ardabil, i den nordvästra delen av landet, 400 km nordväst om huvudstaden Teheran. Chāy Segherlū ligger 1 504 meter över havet och antalet invånare är 150.
Terrängen runt Chāy Segherlū är huvudsakligen kuperad, men den allra närmaste omgivningen är platt. Chāy Segherlū ligger nere i en dal.Runt Chāy Segherlū är det ganska tätbefolkat, med 139 invånare per kvadratkilometer. Närmaste större samhälle är Nīr, 12,5 km sydväst om Chāy Segherlū. Trakten runt Chāy Segherlū består i huvudsak av gräsmarker.